# Morning Star Multimedia
Morning Star Multimedia är ett amerikanskt datorspelföretag grundat i maj 1995 av Dan Kitchen. De förvärvades av Telegen Corporation 1996 som ett helägt dotterbolag. De är kända för att släppt Frogger för Sega Mega Drive. Det sista spel som släpptes under detta namn är från år 2000. 